# Campiglossa iriomotensis
Campiglossa iriomotensis är en tvåvingeart som först beskrevs av Tokuichi Shiraki 1968.  Campiglossa iriomotensis ingår i släktet Campiglossa och familjen borrflugor. Inga underarter finns listade.